# 星台街道
星台街道，是中华人民共和国辽宁省大連市普兰店区下辖的一个乡镇级行政单位。

## 行政区划
星台街道下辖以下地区：
张屯村、小徐屯村、元岭村、韩屯村、郭屯村、塔南村、初店村、葡萄沟村、刁家村、徐大屯村、福兴村、董岚村、徐大房村、杜家村和高屯村。